# Saint-Fulgent
Saint-Fulgent es una comuna francesa situada en el departamento de Vendée, en la región de Países del Loira.

## Demografía
| 2090 | 2258 | 2599 | 2777 | 2932 | 3077 | 3860 |
| Para los censos de 1962 a 1999 la población legal corresponde a la población sin duplicidades (Fuente: INSEE [Consultar]) |      |      |      |      |      |      |